# Argut-Dessous
Argut-Dessous is een gemeente in het Franse departement Haute-Garonne (regio Occitanie) en telt 30 inwoners (2009). De plaats maakt deel uit van het arrondissement Saint-Gaudens.

## Geografie
De oppervlakte van Argut-Dessous bedraagt 2,7 km², de bevolkingsdichtheid is dus 11,1 inwoners per km².
De onderstaande kaart toont de ligging van Argut-Dessous met de belangrijkste infrastructuur en aangrenzende gemeenten.

## Demografie
Onderstaande figuur toont het verloop van het inwonertal (bron: INSEE-tellingen).